# Felix Williamson
Felix Williamson es un actor australiano conocido principalmente por haber interpretado a Nick en Me and My Monsters y a Phil Jeffs en Underbelly: Razor.

## Biografía
Es hijo de la periodista y autora Kristin Löfvén e hijastro del escritor David Williamson, tiene un hermano llamado John Williamson, un medio hermano el actor Rory Williamson y dos hermanastros Matt y Bec Williamson hijos del primer matrimonio de David. Su tío es el cineasta Chris Löfvén.
En 1991 se graduó de la prestigiosa escuela australiana National Institute of Dramatic Art "NIDA" con un grado en actuación.
Felix está casado con Liz Fell, una productora de teatro.

## Carrera
Junto a su esposa Liz manejaron la compañía de teatro Naked Theatre Company de 2001 a 2005. 
En 2003 apareció como invitado en un episodio de la exitosa y popular serie australiana Home and Away donde interpretó a David Callahan, el prometido de Dani Sutherland (Tammin Sursok).
En 2006 apareció como invitado en la serie norteamericana Lost donde interpretó al doctor Ian McVay. Ese mismo año obtuvo un pequeño papel en la película animada Happy Feet interpretada por Robin Williams, Hugh Jackman, Nicole Kidman, Hugo Weaving y Elijah Wood. 
En 2010 interpretó al político laborista australiano Paul Keating en la película Hawke junto a Richard Roxburgh.
En 2011 apareció como personaje recurrente en la serie Underbelly: Razor donde interpretó al criminal y gánster Phil "The Jew" Jeffs.
En 2012 apareció en la película para televisión The Mystery of a Hansom Cab donde interpretó al detective Kilsip, en ella trabajó junto a los actores Anna McGahan, John Waters, Chelsie Preston Crayford y Brett Climo. Ese mismo año apareció en la serie Miss Fisher's Murder Mysteries donde interpretó a Guy Stanley y aparecerá en la película The Great Gatsby donde interpretará a Henry.

## Filmografía

### Series de televisión
| Año         | Serie                          | Personaje            | Notas                            |
| ----------- | ------------------------------ | -------------------- | -------------------------------- |
| 2013        | Mr & Mrs Murder                | Jim                  | episodio "Lost Soul"             |
| 2012        | Rake                           | Defensor de Emily    | episodio "R v Wooldridge & Anor" |
| 2012        | Miss Fisher's Murder Mysteries | Guy Stanley          | episodio "Murder in the Dark"    |
| 2011        | Underbelly: Razor              | Phil "The Jew" Jeffs | 5 episodios                      |
| 2010 - 2011 | Me and My Monsters             | Nick                 | 26 episodios                     |
| 2006        | Stupid Stupid Man              | Garry                | episodio "The Mole"              |
| 2006        | Lost                           | Dr. Ian McVay        | episodio # 2.21                  |
| 2006        | RAN: Remote Area Nurse         | Dr. John Bourke      | 3 episodios - miniserie          |
| 2004        | Blue Heelers                   | Michael Stakis       | episodio "A Mere Formality"      |
| 2003        | Home and Away                  | David Callahan       | episodio # 1.3623                |
| 2000        | Farscape                       | Príncipe Clavor      | 3 episodios                      |
| 1999        | Dog's Head Bay                 | Bogdan Lukawski      | episodio "Vicki in Love"         |
| 1998        | Murder Call                    | Martin Carlisle      | episodio "Short Circuit"         |
| 1998        | Wildside                       | Justin Lemont        | episodio # 1.30                  |
| 1998        | A Difficult Woman              | Murray               | miniserie                        |
| 1997        | Water Rats                     | Alberto Latarza      | 2 episodios                      |
| 1993        | Police Rescue                  | Wallis               | episodio "Speeding"              |
| 1992        | A Country Practice             | Max Blair            | 2 episodios                      |

### Películas
| Año  | Título                      | Personaje        | Notas |
| ---- | --------------------------- | ---------------- | --- |
| 2018 | Peter Rabbit                | Derek            | junto a Rose Byrne, Domhnall Gleeson, Sam Neill, Daisy Ridley, Elizabeth Debicki, Margot Robbie, James Corden          |
| 2016 | Red Billabong               | Mr. Richards     | junto a Tim Pocock, Dan Ewing, Jessica Green, Sophie Don y Ben Chisholm                                                |
| 2014 | In Cold Light               | Padre Lamori     | junto a Matthew Nable                                                                                                  |
| 2013 | The Great Gatsby            | Henry            | junto a Leonardo DiCaprio, Tobey Maguire, Carey Mulligan, Isla Fisher, Joel Edgerton, Vince Colosimo & Barry Otto      |
| 2012 | The Mystery of a Hansom Cab | Detective Kilsip | junto a John Waters, Shane Jacobson, Jessica De Gouw, Oliver Ackland & Anna McGahan                                    |
| 2012 | Redd Inc.                   | Brian Keene      | junto a Ella Scott Lynch, James Mackay, Sam Reid, Nicholas Hope & Kelly Paterniti                                      |
| 2012 | Mabo                        | Ron Castan       | junto a Jimi Bani, Deborah Mailman, Ewen Leslie, Rob Carlton, Colin Friels, Miranda Otto, Damien Garvey & Leon Ford    |
| 2012 | The Red Valentine           | Detective        | corto - junto a Clare Bowen, Heather Mitchell & Guy Edmonds                                                            |
| 2011 | Commercialisms              | Chuck            | corto - junto a Damon Herriman, Rory Williamson, Alyssa McClelland & Tom O'Sullivan                                    |
| 2010 | Hawke                       | Paul Keating     | junto a Richard Roxburgh, Asher Keddie, Rachael Blake & Josh Lawson                                                    |
| 2010 | Shock                       | Padre            | corto - junto a Josh Quong Tart, Helen Dallimore & Damon Herriman                                                      |
| 2008 | Haunted Echoes              | Kenneth Monk     | junto a Sean Young, David Starzyk, Barbara Bain, Juliet Landau & Kevin McCorkle                                        |
| 2006 | Happy Feet                  | Elenco Adicional | junto a Robin Williams, Hugh Jackman, Nicole Kidman, Hugo Weaving & Elijah Wood                                        |
| 2005 | In a Pickle                 | Padre            | corto - junto a Gyton Grantley & Nathaniel Dean                                                                        |
| 2005 | A Family Legacy             | Comentador       | corto - junto a Matthew Le Nevez, Nathaniel Dean & Damon Herriman                                                      |
| 2004 | Go Big                      | Miles Dobbie     | junto a Justine Clarke, Alex Dimitriades, Sacha Horler, Geoff Morrell & Tony Barry                                     |
| 2003 | Ned                         | Sinclair         | junto a Abe Forsythe, Damon Herriman, Josef Ber, Michala Banas, Ryan Johnson & Emma Lung                               |
| 2003 | The Rage in Placid Lake     | Hombre           | junto a Ben Lee, Rose Byrne, Miranda Richardson, Socratis Otto, Toby Schmitz, Nathaniel Dean & Stephen James King      |
| 2003 | The Wannabes                | Bill Gennaro     | junto a Nick Giannopoulos, Russell Dykstra, Isla Fisher, Michael Carman & Ryan Johnson                                 |
| 2002 | Dirty Deeds                 | Sal Cassela      | junto a Bryan Brown, Toni Collette, Sam Neill, Sam Worthington, William McInnes, Kestie Morassi & Brett Hicks-Maitland |
| 2002 | The Road from Coorain       | Milton           | junto a Juliet Stevenson, Richard Roxburgh, Ewen Leslie, John Howard & Bernard Curry                                   |
| 2001 | WillFull                    | Scott            | junto a Anna Lise Phillips, C. Thomas Howell, Christopher Stollery, Nick Atkinson & Paul Barry                         |
| 2001 | My Brother Jack             | Sam Burlington   | junto a Matt Day, Simon Lyndon, Claudia Karvan, William McInnes, Angie Milliken, Robert Menzies & Raelee Hill          |
| 2000 | Mr. Accident                | Rats             | junto a Helen Dallimore, David Field, Garry McDonald, Pippa Grandison & Grant Piro                                     |
| 1999 | Strange Planet              | Neil             | junto a Claudia Karvan, Naomi Watts, Hugo Weaving, Aaron Jeffery, Rebecca Frith, Marshall Napier & Loene Carmen        |
| 1999 | Me Myself I                 | Geoff            | junto a Rachel Griffiths, David Roberts, Sandy Winton & Rebecca Frith                                                  |
| 1998 | The Thin Red Line           | Soldado Drake    | junto a Nick Nolte, Jim Caviezel, Sean Penn & Miranda Otto                                                             |
| 1998 | Babe: Pig in the City       | Ladrón           | junto a Magda Szubanski, James Cromwell, James Cosmo & Myles Jeffrey                                                   |
| 1997 | Thank God He Met Lizzie     | Wozzle           | junto a Richard Roxburgh, Cate Blanchett, Frances O'Connor & Celia Ireland                                             |
| 1997 | Dust Off the Wings          | Alex             | junto a Phil Ceberano, Simon Lyndon, Simmone Jade Mackinnon & Kate Ceberano                                            |
| 1997 | Welcome to Woop Woop        | Jerome           | junto a Johnathon Schaech, Susie Porter, Dee Smart, Maggie Kirkpatrick & Rod Taylor                                    |

### Director
| Año  | Obra       | Notas                                        |
| ---- | ---------- | -------------------------------------------- |
| 2002 | Top Shorts | obra - junto a Helen Dallimore & Tamara Cook |
| 2003 | Story Time | obra - director                              |
| -    | Coralled   | obra - director                              |

### Teatro[8]
| Año        | Obra                                  | Personaje        | Director (a)      | Teatro                | Notas                                                 |
| ---------- | ------------------------------------- | ---------------- | ----------------- | --------------------- | ----------------------------------------------------- |
| 1997, 2012 | Pygmalion                             | -                | Marion Potts      | -                     | junto a Sacha Horler, Babs McMillan & Melissa Jaffer  |
| 2010       | One Night                             | Colin            | -                 | -                     | junto a Paula Duncan, Dan MacPherson & David Field    |
| 2005       | Hurlyburly                            | -                | Ian Sinclair      | Stables Theatre       | junto a Alex Dimitriades, Penny McNamee & Susan Prior |
| 2002       | The Virgin Mim                        | Steve Shetlebaum | Tony McNamara     | Sydney Theatre        | junto a John Adam, Jeanette Cronin & Jeremy Sims      |
| 2001       | Up for Grabs                          | -                | Gale Edwards      | -                     | junto a Helen Dallimore y Tina Bursill                |
| 1999       | Sunkisses                             | -                | Mary-Anne Gifford | Q Theatre             | junto a Angeline Neville                              |
| 1999       | The Merchant of Venice                | Gratiano         | Richard Wherrett  | His Majesty's Theatre | junto a Odile Le Clezio y Jason Montgomery            |
| 1998       | My Night with Reg                     | -                | Tony Knight       | Newtown Theatre       | junto a Jonathon Mill, Anthony Phelan & Steven Tandy  |
| 1996       | Elegies for Punks, Angels & Raging Q. | -                | Tony Knight       | Parade Theatre        | junto a Aaron Jeffery, Toni Scanlon & Jack Finsterer  |
| 1994, 1995 | Sanctuary                             | -                | Aubrey Mellor     | Cremorne Theatre      | junto a William Gluth & Robert Grubb                  |
| 1993, 1994 | The Rise and Fall of Little Voice     | -                | Wayne Harrison    | Playhouse Theatre     | junto a Magda Szubanski y Chris Haywood               |
| 1993       | The Heartbreak Kid                    | -                | Andrew Lewis      | Ensemble Theatre      | junto a Deborah Galanos, Teo Gebert & Brian Meegan    |
| 1992       | Six Degrees of Separation             | -                | Wayne Harrison    | Drama Theatre         | junto a Jack Campbell, Bruce Hughes & Matt Day        |
| 1992       | A Pocketful of Hula Dreams            | -                | Patrick Nolan     | -                     | junto a Toni Collette, Sacha Horler & Scott Saunders  |
| 1991       | Serious Money                         | -                | Richard Cottrell  | Parade Theatre        | junto a Grant Bowler, Jaqueline Linke & Sian Prior    |
| 1991       | Tales from the Decameron...           | -                | Ralph Cotterill   | NIDA Theatre          | junto a Lucy Bell, Grant Bowler y Susan Prior         |
| 1991       | Merrily We Roll Along                 | -                | -                 | Parade Theatre        | junto a Grant Bowler, Susan Prior & Sam Wilcock       |
| -          | Mr Kolpert                            | -                | -                 | Sydney Theatre        | -                                                     |